# Дюнкерська евакуація
Дюнкерська евакуація, кодова назва Операція «Динамо» — військова операція з евакуації формувань британських, французьких та бельгійських військ, що опинилися притиснутими Вермахтом до атлантичного узбережжя в ході битви за Дюнкерк на північному сході Французької республіки.
Найбільша військово-рятувальна операція у світовій історії

## Передісторія
10 травня 1940 року Німеччина розпочала план «Ґельб»: план блискавичної війни проти Бельгії, Нідерландів та Люксембургу. Після його успішної реалізації Німеччина почала план «Рот»: блискавичного вторгнення до Франції в обхід потужних укріплень лінії Мажино. Таким чином Британський експедиційний корпус (10 дивізій), французький 16-й корпус (18 дивізій), та залишки бельгійських військ (12 дивізій) — були блокованими та притиснуті до моря в районі Гравлін, Аррас, Брюгге.
Після цього Кабінет Вінстона Черчілля та Британське Адміралтейство вирішили евакуювати частини британського експедиційного корпусу.

## Перебіг операції

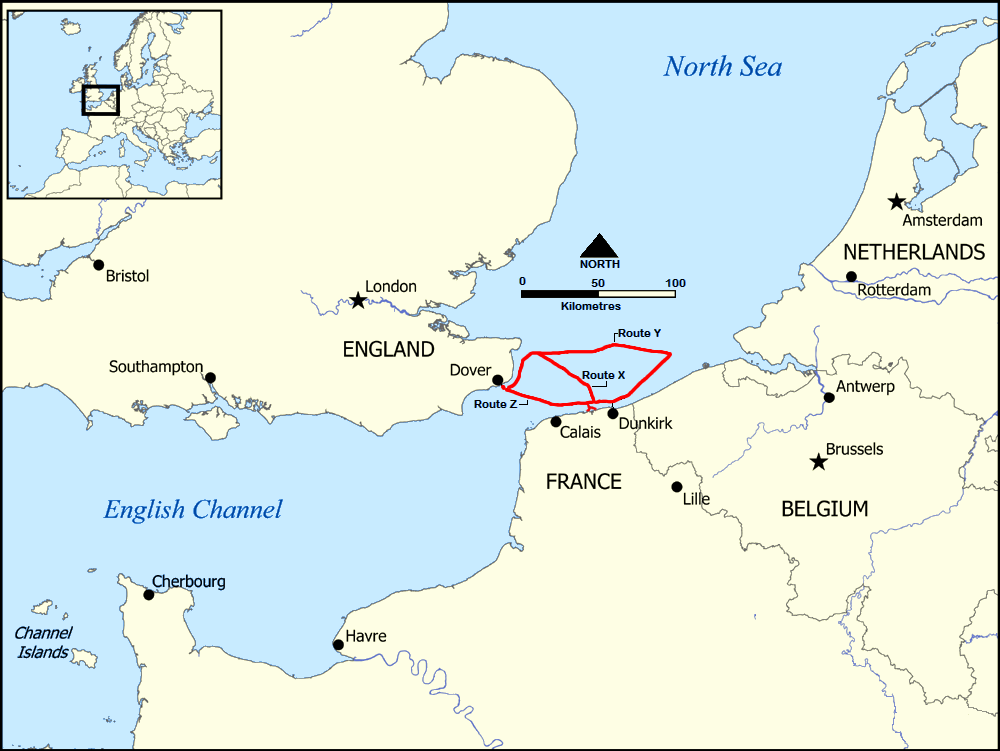
Мапа трьох маршрутів евакуації військ союзників

Через відомий «стоп-наказ» Гітлера, німецькі війська зупинилися на рубежах, захоплених навколо плацдарму союзників, що дозволило британському військовому командуванню організувати операцію з евакуації з Франції британського експедиційного корпусу та частини союзницьких сил.
Приготування до евакуації почалися 20 травня. Командувачем був призначений віце-адмірал Бертрам Рамсей.
Наказ про евакуацію був відданий 26 травня.
З 26 травня до ранку 3 червня 1940 британському уряду вдалося провести операцію з евакуації на Британські острови власного експедиційного корпусу та частин союзних військ Франції та Бельгії.
Для проведення евакуації в ніч з 28 на 29 травня британський експедиційний корпус та 16-й французький корпус здійснили блискавичний марш-кидок на місце посадки на евакуаційні судна — вузький плацдарм біля морського узбережжя Дюнкерка. Два інших французьких корпуси, що прикривали Лілль і, можливо, мали за мету прорватися на південь до основних французьких сил, опинилися в оточенні і були змушені скласти зброю, в тому числі — через відсутність боєприпасів.
В посадці на судна для евакуації перевага надавалась британцям: до 31 травня було евакуйовано понад 100 тис. британців і 15 тис. французів. Це викликало додаткове напруження між британським та французьким командуванням.
Для евакуації були задіяні переважно британські військові, торговельні та рибальські судна, а також катери та яхти місцевих жителів. Для збору флотилії адміралтейство також звернулось через BBC до власників маломірних суден. В евакуації взяли участь 860 кораблів британських та французьких ВМС.

## Втрати
Через обмеження часу та бомбардування німців, евакуації підлягала тільки жива сила. Уся наявна військова техніка, в тому числі технічне забезпечення трьох танкових бригад, одна з яких була щойно висаджена британцями 25 травня, були покинуті.
Британські експедиційні війська (БЕВ) втратили 68 000 солдатів (померлих, поранених, зниклих або захоплених) з 10 травня до перемир'я Франції і нацистської Німеччини 22 червня.  3500 британців було вбито  і 13 053 поранено. Все важке обладнання повинно було бути покинутим. У Франції залишилося 2472 гармати, 20 000 мотоциклів та майже 65 000 інших транспортних засобів; Також було залишено 377 000 тонн магазинів, більше 68 000 тонн боєприпасів та 147 000 тонн палива.  Майже всі 445 британських танків, які були відправлені до Франції з БЕВ, були залишені.
Також значними втратами Королівського флоту в операції були 6 ескадрених міноносців (HMS Grafton (H89), HMS Grenade (H86), HMS Wakeful (H88), і HMS Basilisk (H11), HMS Havant (H32), HMS Keith).
Повітряні сили Великої Британії втратили 145 літальних апаратів, з яких, щонайменше, 42 були Спітфайрами, а Люфтваффе за дев'ять днів «операції Динамо» втратив 156 літальних апаратів, у тому числі 35, яких було знищено кораблями Королівського флоту (плюс 21 пошкоджений) протягом шести днів з 27 травня — 1 червня.
ВМС Британії втратило 226 кораблів. Ворожі втрати складали 243 кораблі.

## Підсумки операції
В результаті проведення операції «Динамо», з 26 травня по 4 червня 1940 року, було евакуйовано 338 226 військових, з них 215 тис. британців, 123 тис. французів і бельгійців, в тому числі 50 тис. чоловік було евакуйовано силами французького флоту ще 59 тисяч британців були вивезені до початку операції.
Дюнкерська евакуація стала своєрідною компенсацією за військову катастрофу у Франції. Британцям вдалося зберегти боєздатну армію, яка дає змогу продовження війни. Операція з евакуації підняла бойовий дух у Великій Британії, що мало велике значення для подальших подій.

## У мистецтві
У кінематографі
- «Місіс Мінівер» (1942)
- «Дюнкерк» (1958)
- «Спокута» (2007)
- «Темні часи» (2017)
- «Дюнкерк» — художній фільм режисера Крістофера Нолана, 2017.

## Світлини

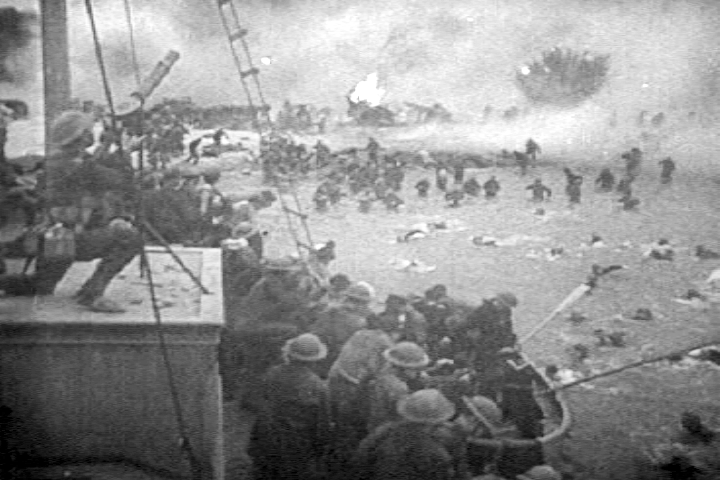
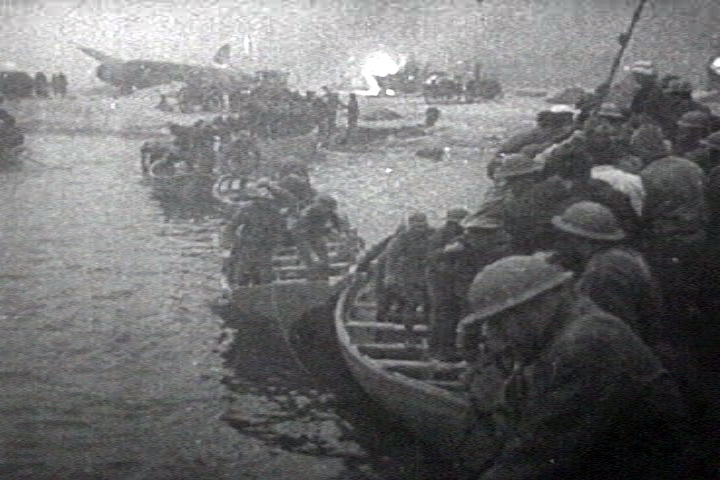
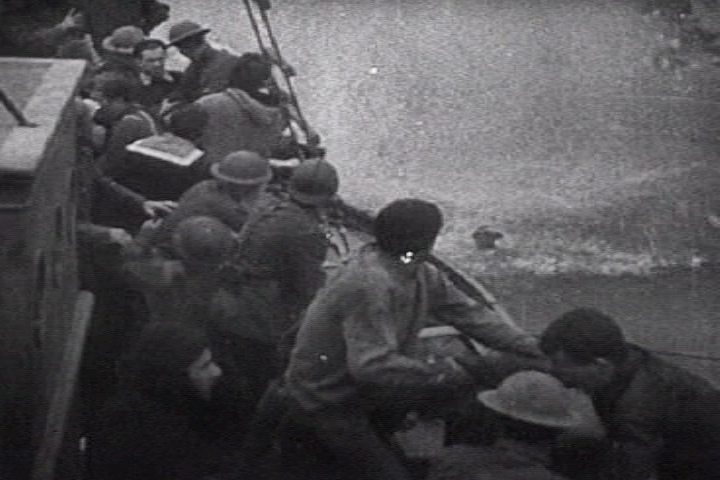
Британське рибацьке судно в Дюнкерку
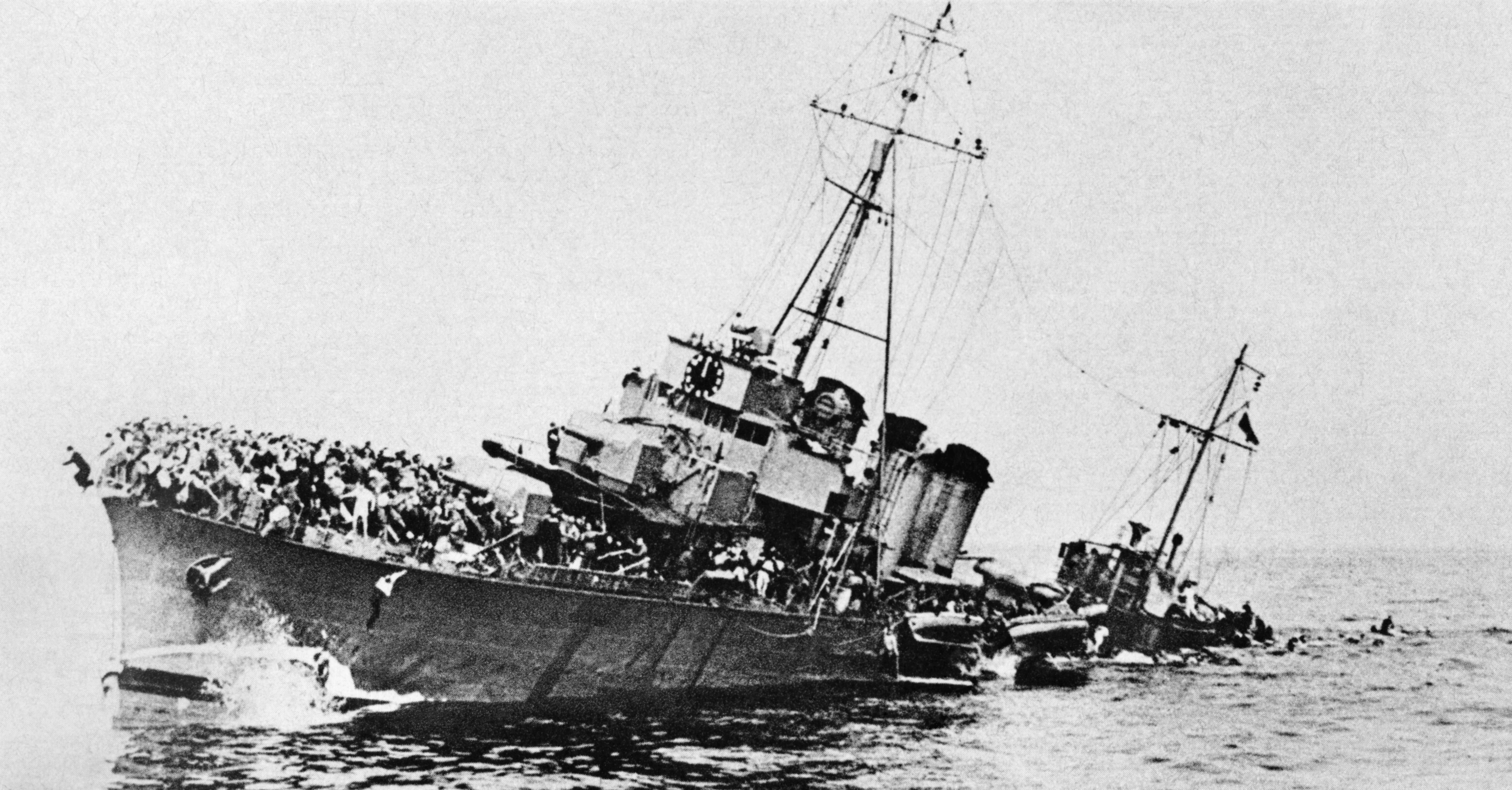
Пошкоджений французький есмінець «Bourrasque» з евакуйованими з Дюнкерка вояками